# Pontiac Vibe
Pour les articles homonymes, voir Vibe.

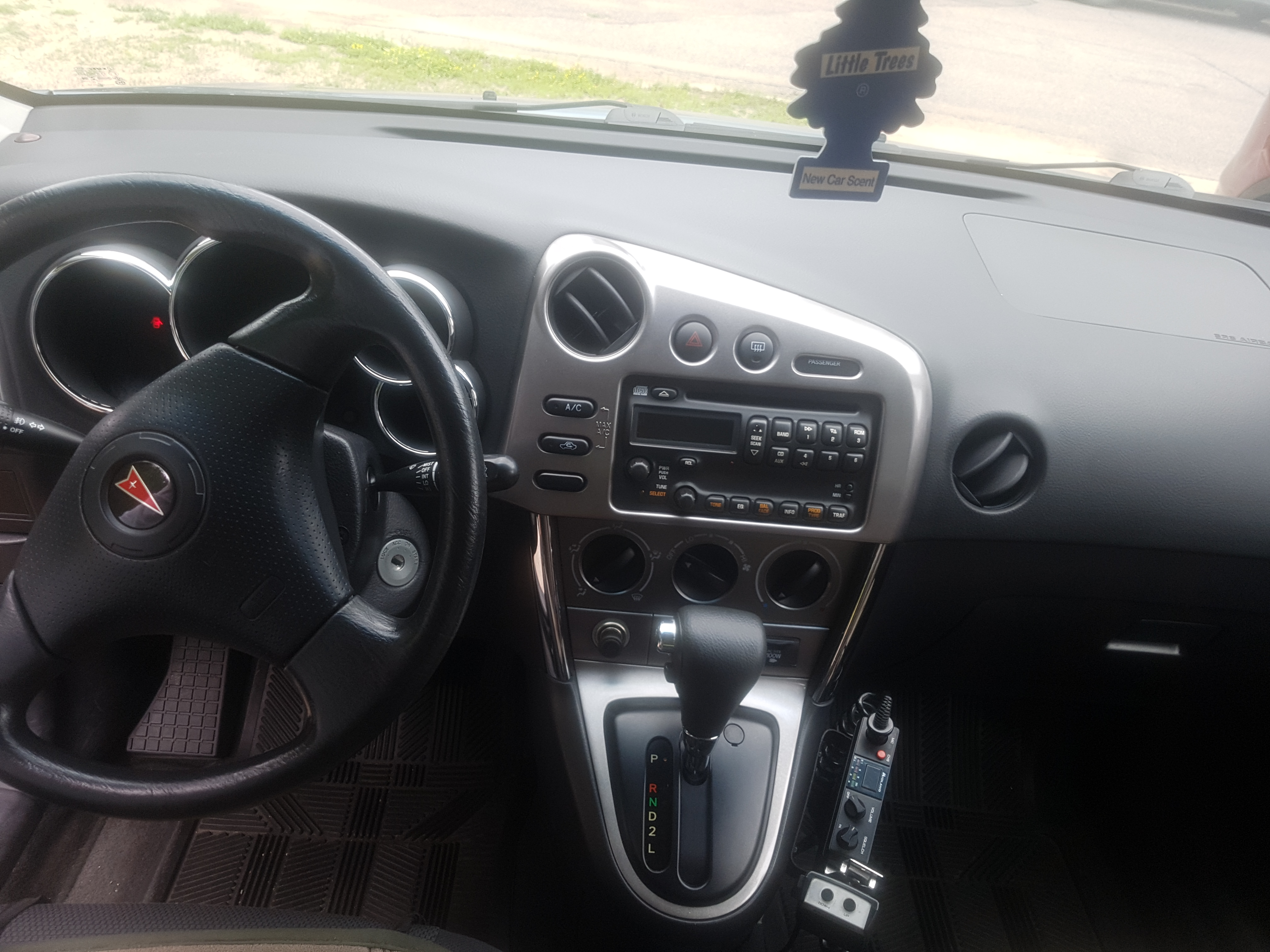
Intérieur Pontiac Vibe 2007 Base

La Pontiac Vibe est une voiture compacte à hayon vendue par Pontiac de 2002 à 2010. 
Elle a été développée conjointement entre General Motors et Toyota, qui commercialise sa version sous le nom de Toyota Matrix. La Vibe est manufacturée à l'usine NUMMI, commune à General Motors et Toyota, à Fremont, en Californie. Elle connut deux générations : la première, de 2002 à 2008, et la seconde, de 2009 à 2010.
La production de la Vibe est arrêtée en août 2009 avec la fermeture de la division Pontiac de General Motors et de l'usine de production NUMMI. 

## Première génération
La Vibe est initialement disponible en 3 versions : de base, à traction intégrale et GT. Le modèle de base est équipé d'un 4 cylindres, 1,8 L de 126 ch. La puissance baisse à 118 chevaux dans la version à traction intégrale. La version GT reçoit pour sa part un moteur différent, doté du système VVTL-i, qui développe 164 ch, marié uniquement avec une boîte de vitesses manuelle 6 rapports. Toutes les motorisations sont conçues par Toyota. 
Les versions à traction intégrale et le modèle GT n'ont pas été produits en 2007.

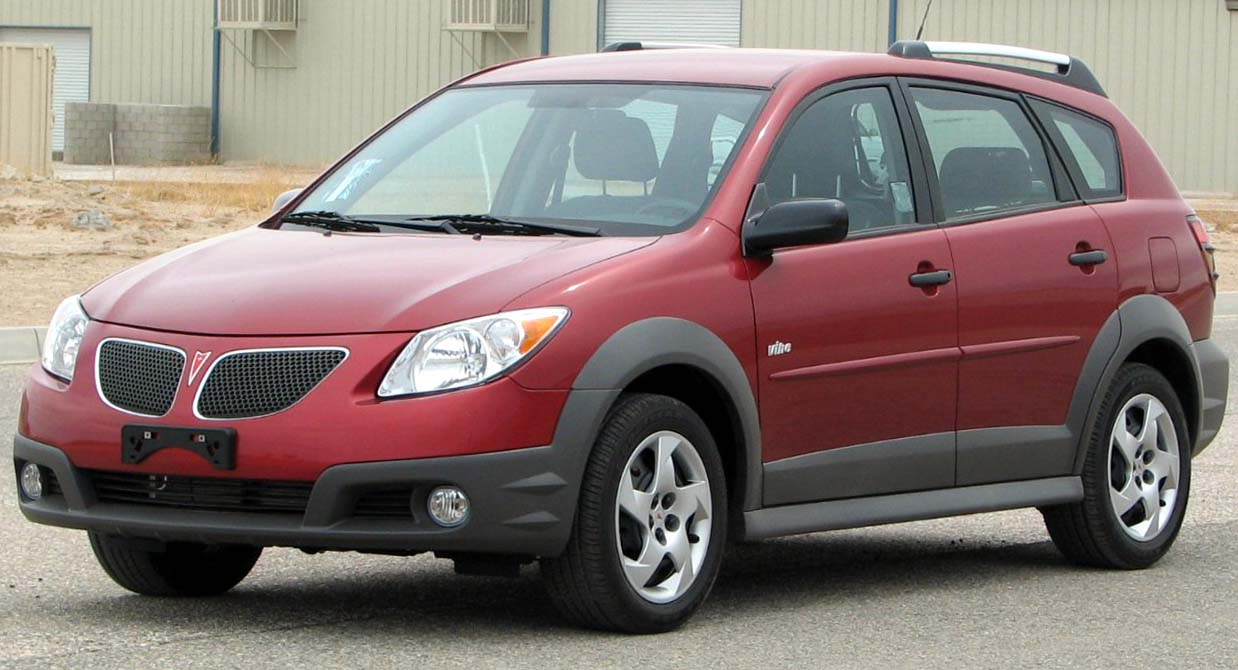
Pontiac Vibe post-facelift

## Deuxième génération
La Vibe est redessinée pour l'année modèle 2009, en même temps que la Toyota Matrix. Le modèle à traction intégrale et la GT sont réintroduits dans la gamme. La Vibe est maintenant dotée d'un nouveau moteur 1,8 L de 132 ch dans la version de base, tandis que le modèle à traction intégrale et la GT sont maintenant dotés d'un moteur de 2,4 L de 158 ch.